# Sobral de São Miguel
Sobral de São Miguel é uma povoação portuguesa sede da Freguesia de Sobral de São Miguel do Município da Covilhã, freguesia com 23,94 km² de área e 294 habitantes (censo de 2021), tendo, por isso, uma densidade populacional de 12,3 hab./km².
A origem desta aldeia remonta à era romana e esteve sempre associada à rota do sal. Mais tarde foi desenvolvida com a actividade das minas da panasqueira com a exploração do volfrâmio, um dos melhores metais do género do mundo.
Sobral de São Miguel teve a toponímia anterior de Sobral de Casegas. Passou a denominar-se Sobral de São Miguel depois do dia 27 de Fevereiro de 1970 por Decreto-Lei n.º 69/70 de 27 de Fevereiro. 
Aldeia típica de construções de xisto mesmo ao pé da serra do Açor, é indicada para passeios pedestres e turismo rural.

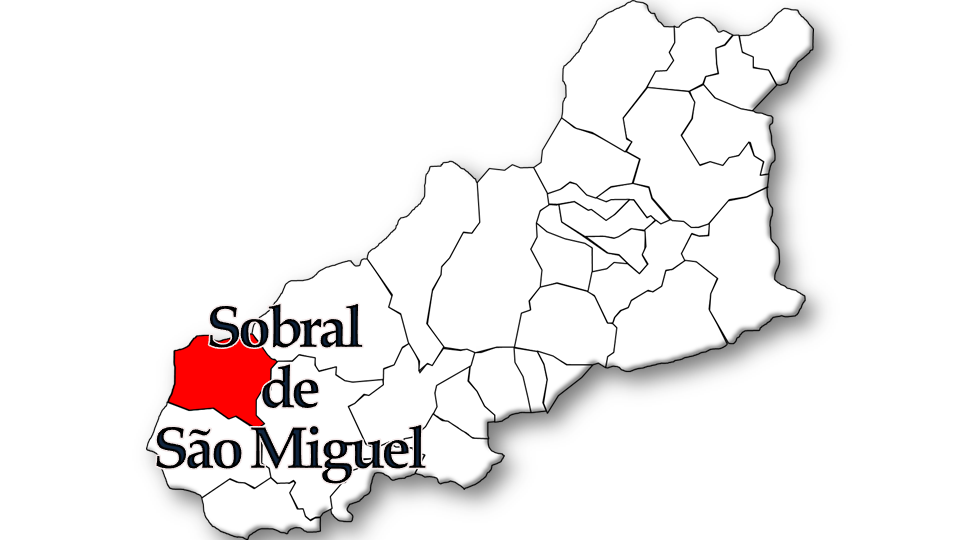
Localização da freguesia no Município de Covilhã

## Demografia
Nota: No censo de 1864 figura com a denominação de Sobral.
A população registada nos censos foi:
| Distribuição da População por Grupos Etários | Distribuição da População por Grupos Etários | Distribuição da População por Grupos Etários | Distribuição da População por Grupos Etários | Distribuição da População por Grupos Etários |
| -------------------------------------------- | -------------------------------------------- | -------------------------------------------- | -------------------------------------------- | -------------------------------------------- |
| Ano                                          | 0-14 Anos                                    | 15-24 Anos                                   | 25-64 Anos                                   | > 65 Anos                                    |
| 2001                                         | 69                                           | 78                                           | 334                                          | 205                                          |
| 2011                                         | 28                                           | 30                                           | 177                                          | 183                                          |
| 2021                                         | 16                                           | 8                                            | 103                                          | 167                                          |

## Património
- Igreja de São Miguel (matriz)
- Moinhos (nas ribeiras do Carvalho e do Pisco)
- Capela de Santa Bárbara
- Lagar do Vale e Moinho
- Fornos comunitários (Quelha do Vale, Fundo do Lugar, Bica, Barreiro)
- Eira
- Tronco de ferrar
- Caminho do xisto